# Krzysztof Marzec (informatyk)
Trwa dyskusja nad usunięciem tego biogramu, kliknij i weź w niej udział.
Krzysztof Andrzej Marzec (ur. 13 sierpnia) – polski specjalista w zakresie marketingu internetowego, przedsiębiorca, nauczyciel akademicki oraz certyfikowany trener Google Ads. Prezes zarządu agencji interaktywnej DevaGroup z siedzibą w Krakowie.

## Wykształcenie
Absolwent kierunku elektroniczne przetwarzanie informacji na Uniwersytecie Jagiellońskim w Krakowie.

## Kariera
W 2005 roku założył agencję marketingową DevaGroup, w której pełni funkcję CEO. Równocześnie przez siedem lat kierował działem SEO w Interia.pl.
Współpracował jako konsultant SEO/SEM z markami takimi jak Allegro, Neo24, Shoper, RMF oraz Bauer Media.
W 2019 roku został polskim przedstawicielem jury konkursu European Search Awards, przyznającego nagrody za osiągnięcia w dziedzinie marketingu cyfrowego, w tym SEO, PPC oraz content marketing. Ceremonia wręczenia nagród odbyła się 20 czerwca 2019 roku w Budapeszcie.
Jest autorem i prowadzącym podcastu semCAST, poświęconego rozwojowi biznesu w internecie.

## Działalność edukacyjna
Posiada status certyfikowanego trenera Google Ads. W latach 2010–2018 prowadził szkolenia w ramach programu Google Partners Academy. Występował także jako wykładowca na Uniwersytecie Jagiellońskim oraz Wyższej Szkole Europejskiej im. ks. Józefa Tischnera. Prowadził zajęcia „Wstęp do SEM (Google Ads + SEO) z elementami analityki” na studiach podyplomowych „Social Media & Content Marketing” na Wydziale Humanistycznym AGH.
Jest założycielem i organizatorem semKRK – cyklicznych spotkań przedstawicieli branży SEM.
Od 2021 roku prowadzi szkolenia w ogólnopolskich programach edukacyjnych realizowanych przez Google i SGH, takich jak „Firmy Jutra” oraz „Umiejętności Jutra: AI”, skierowanych do przedsiębiorców rozwijających działalność w obszarze marketingu cyfrowego. Według danych organizatorów, program „Umiejętności Jutra: AI” rozpoczęło około 18 tysięcy osób, z czego 14 733 uczestników (74%) ukończyło szkolenie.
W ramach szkoleń porusza zagadnienia związane z automatyzacją marketingu, w tym wykorzystaniem kampanii Performance Max w środowisku Google Ads.
Jego komentarze i artykuły dotyczące marketingu internetowego były publikowane m.in. w dwumiesięczniku „Marketer+” oraz w serwisach branżowych, takich jak „NowyMarketing”, „Wirtualne Media” oraz „Majestic”.

## Publikacje
Autor i współautor publikacji z zakresu marketingu internetowego:
- Narzędzia Google dla e-commerce (Helion, 2016; wyd. 2 – 2018)[22],
- AdWords i Analytics. Zostań certyfikowanym specjalistą (PWN, 2017, współautor: Tomasz Trzósło)[23][24],
- Marketing internetowy w Google. Pozycjonowanie, Ads & Google Analytics 4 dla biznesu, e-commerce, marketerów. (Onepress, 2025, współautor: Tomasz Trzósło, Marta Koziarz)[25],
- SEObook (PWN, publikacja zbiorowa, wyd. I, 2024)[26].

## Wystąpienia
Prelegent konferencji branżowych, m.in.: I love Marketing, Mobile Trends, SEMcamp, Internet Beta, Forum IAB, semKRK, BrightonSEO (Wielka Brytania) oraz SERP Conf. (Wiedeń).

## Nagrody i wyróżnienia
Pod kierownictwem Marca DevaGroup uzyskała status Google Premier Partner oraz znalazła się w finale Google Premier Partners Awards (region EMEA). Sam Marzec był członkiem jury konkursów European Search Awards i Global Search Awards.